# Skjervøy kommun
Skjervøy kommun (norska: Skjervøy kommune) är en kommun i Troms fylke i norra Norge. Kommunen gränsar i söder (vid Maursundet/Rotsundet) till Nordreisa kommun, i öster mot Kvænangens kommun (i fjorden med samma namn), i väster mot Lyngens och Karlsøy kommuner samt i nordväst till Loppa kommun i Finnmark fylke (vid ön Brynnilen). Centralort är tätorten Skjervøy.
Kommunen hade 2 912 invånare den 1 januari 2017 och den har ett landareal på 474 km². Namnet kommer av fornvästnordiskans skerfr, "naken fjällgrund". Kommunen ligger i sin helhet på öar, mellan mynningen av fjordarna Kvæanangen och Lyngen. De största öarna i kommunen är Arnøya (274,8 km²2), Kågen (84,7 km²), Uløya (77,9 km², varav 46,3 km² i Skjervøy), Laukøya (36 km²) och Skjervøya (11,8 km²). 
Skjervøy kommun hör till Troms polisområde, Nord-Troms tingsrätt och Hålogalands hovrätt.

## Historia
Skjervøy är en gammal handelsplats med rötter tillbaka till 1500-talet. Den mest kända av gamla handelsmän är Christian Michelsen Heggelund, som levde på 1600-talet och kallades "Skjervøy-kongen". Han blev till och med omtalad av Petter Dass i en av hans dikter.
Här finns rester av fornminnen från stenåldern, vilket visar att folk har levt här väldigt länge. Här ligger Marsund gård, som är en gammal handelsgård med välbevarade byggnader från 1800-talet. Kyrkan på Skjervøy är en långhuskyrka i trä från 1728, med en altartavla från 1664. Kyrkan är den äldsta träkyrkan i stiftet.  
Hundköraren Leonhard Seppala (1877–1967) växte upp på Skjervøy, han var huvudpersonen bakom transporten av serum till Nome i Alaska 1925/26, där det hade brutit ut difteri. Seppala blev år 2000 korad till århundradets hundkörare av "Det internationella hundkörarförbundet".

### Administrativ historik
Skjervøy blev kommun 1837. 1863 delades kommunen varvid Kvænangens kommun bildades. 1886 delades kommunen igen och Nordreisa kommun bildades. 1890 överfördes ett område med 32 invånare till Nordreisa kommun. 1965 överfördes ett område med 12 invånare till Kvænangens kommun. 1972 överfördes ett område med 1 556 invånare till Nordreisa kommun och 1982 överfördes slutligen ett område med 128 invånare, även denna gång till Nordreisa kommun.

## Natur
Öarna har höga bergstoppar. Högst når Store Kågtinden (1228 m ö.h.) på Kågen, Arnøyhøgda (1170 m ö.h.) på Arnøya och Blåtinden (1139 m ö.h.) på Uløya.

## Invånare
Skjervøy har genomgått en centraliserende utveckling vad gäller boplatser för invånarna, ända sedan efterkrigstiden. Själva ön Skjervøya har en stor del av invånarna i kommunen. Invånarantalet i kommunen växte helt fram till 1980, så gick det något tillbaka, men i början av 2000-talet vände detta, och det har sedan dess varit stabilt, med en tillväxt på 0,7 % årligen i fylket.

## Näring
Fiske och fiskeförädling är viktiga näringar i kommunen, och hade 23% av arbetsplatserna i Skjervøy kommun 2015. Det togs i land nästan 6 900 ton fisk 2015, mest torsk, till ett förstahandsvärde av 67 miljoner kronor.
Det finns flera fiskeförädlingsanläggningar, bland annat en stor filéfabrik, och näringsmedelindustrin sysselsätter 90 % av industrins arbetare, 2014. Tätorten Skjervøy har en hamn som är viktig för fiskebåtarna i Nord-Troms. Det finns någon verkstadsindustri, men väldigt lite jordbruk i kommunen.
Turismen spelar en allt större roll, och 2015 omfattade varuhandel, övernattning och serviceverksamhet 9 % av arbetsplatserna i kommunen.

## Trafik
Från ön Skjervøya är det bro till ön Kågen, med fastlandsförbindelse, genom Maursundtunnelen (fylkesväg 866), till Europaväg 6.
Skjervøy har dagligen ankomst av Hurtigruten, samt godsbåt och passagerarbåtförbindelse med Tromsø, och andra närliggande platser. Från Skjervøy är det färja till Arnøya och Laukøya. Närmaste flygplats är Sørkjosens flygplats, som ligger i Nordreisa kommun.

## Tätorter
I Skjervøy kommun finns en tätort:
- Skjervøy (centralort)

## Socknar
Inom Norska kyrkan motsvaras Skjervøy kommun av Skjervøy socken i Nord-Troms prosteri i Nord-Hålogalands stift.

## Bilder

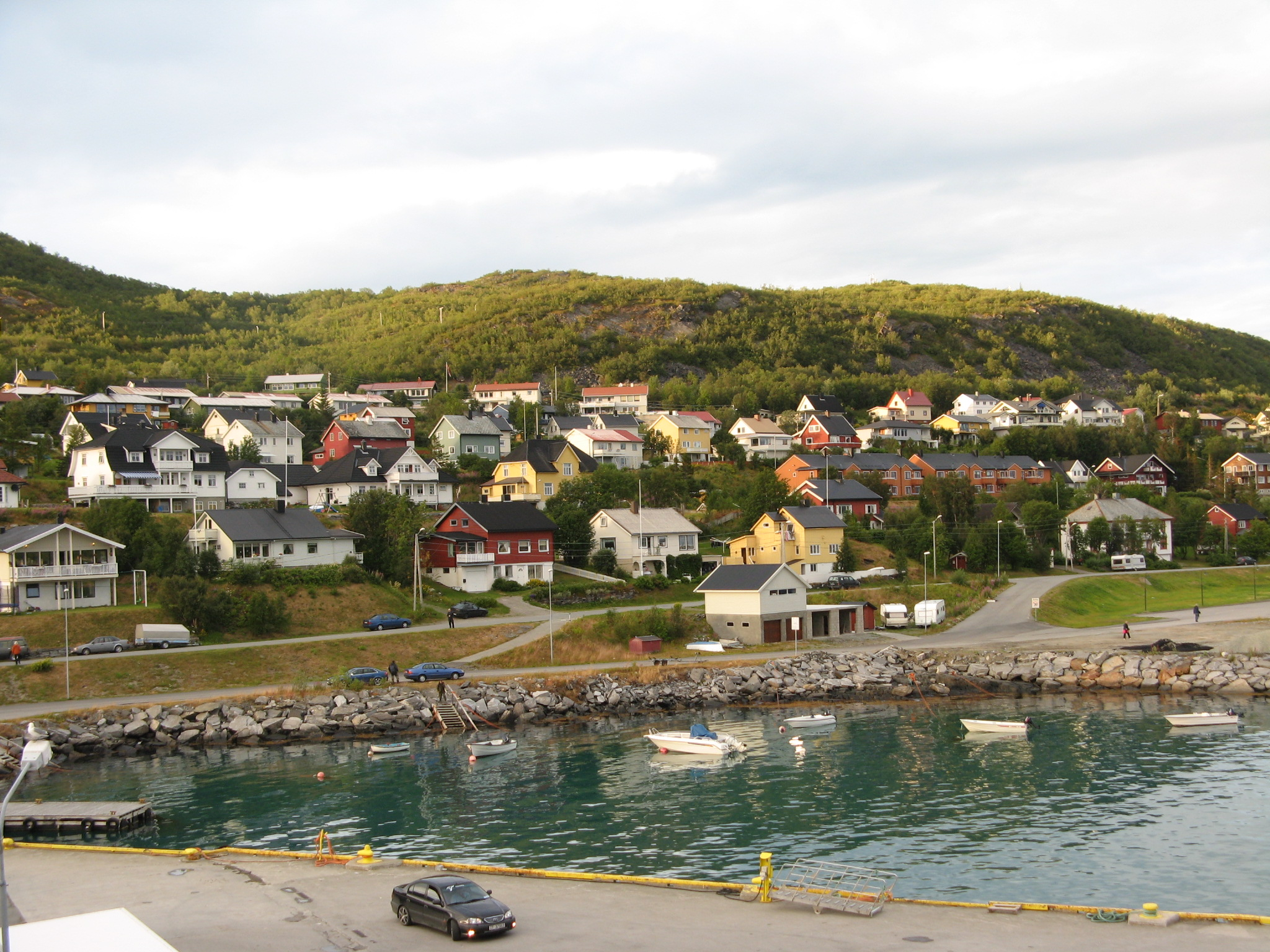
Tätorten Skjervøy.
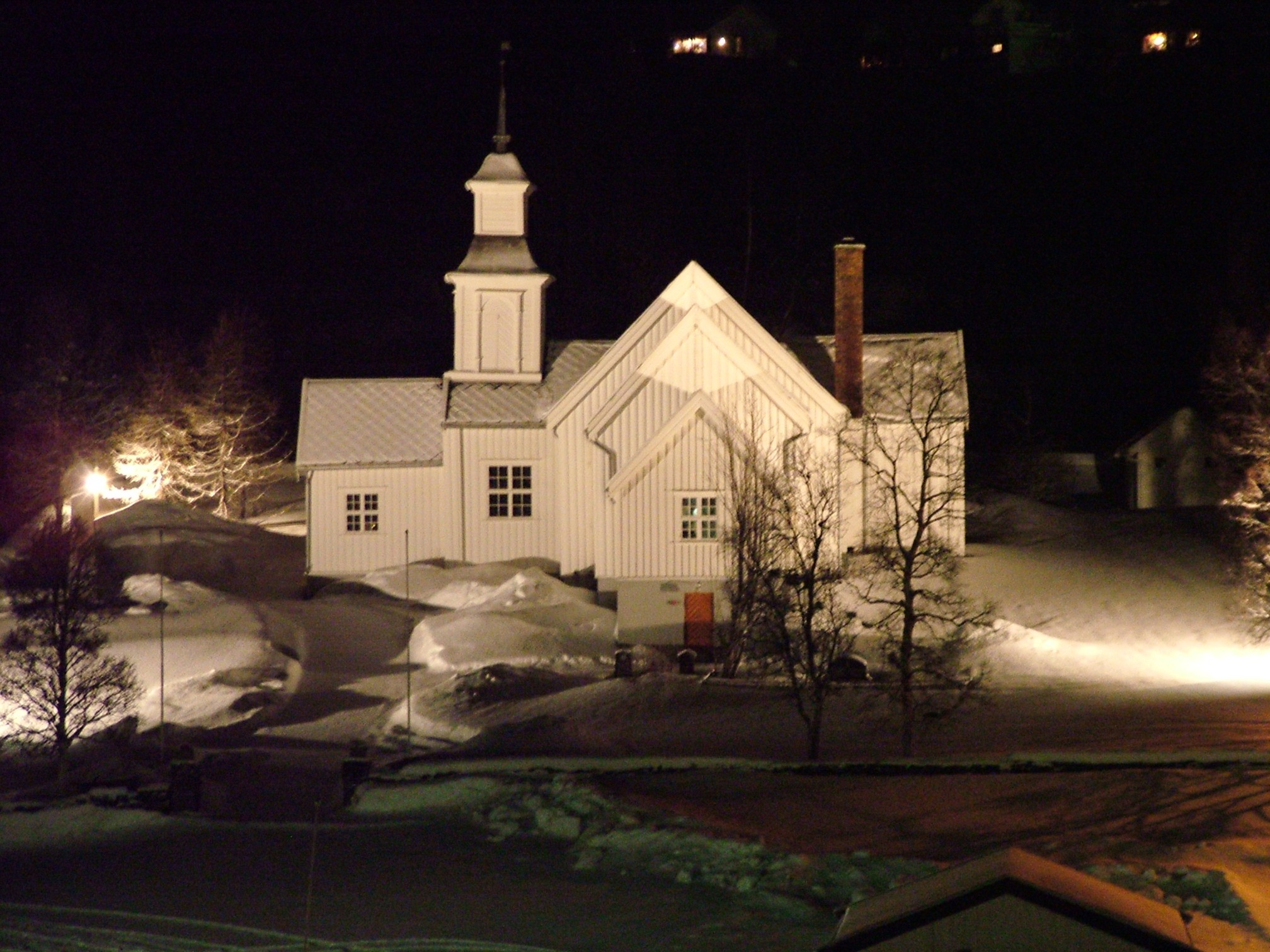
Skjervøy kyrka.
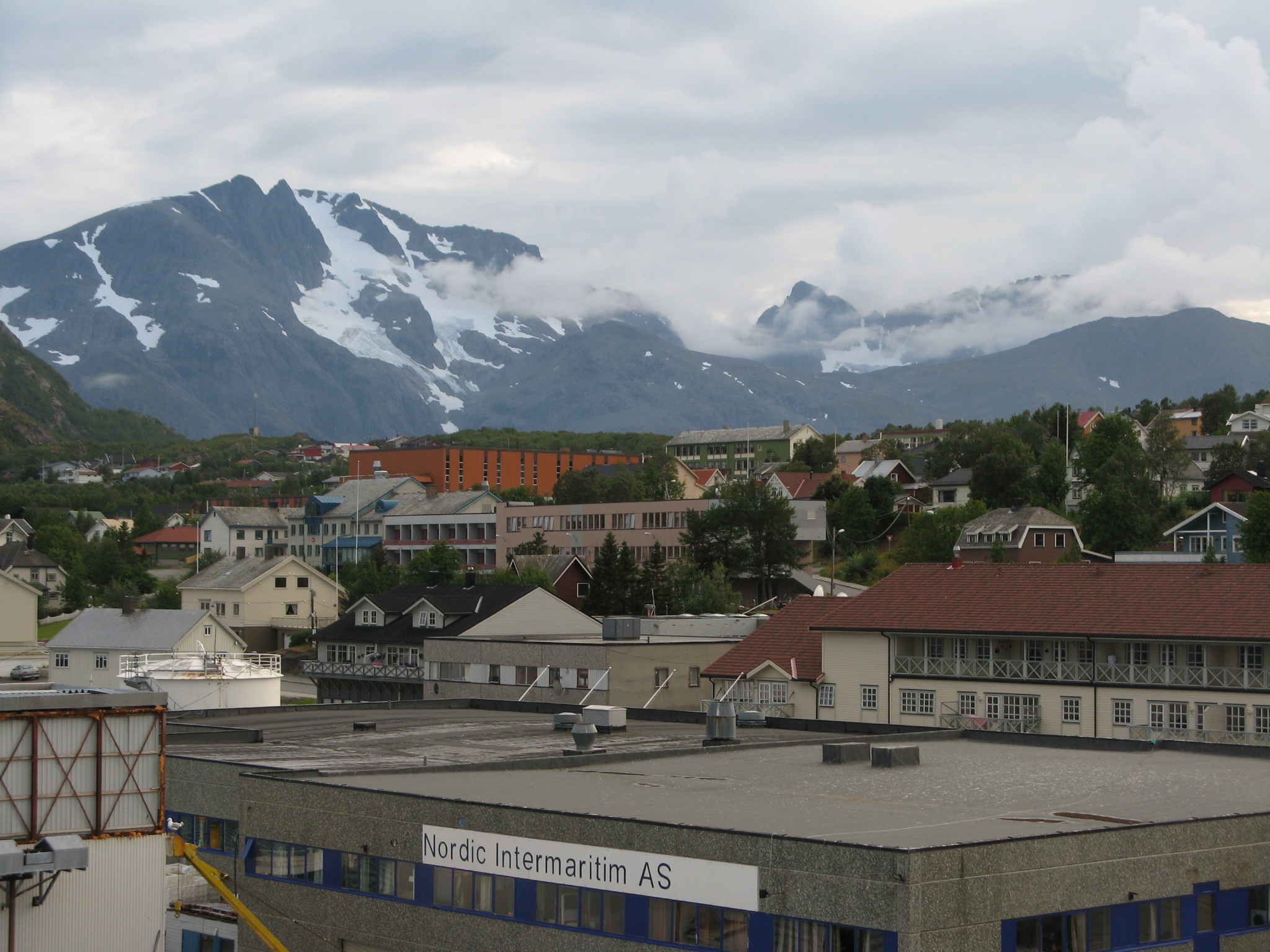
Utsikt från Skjervøy hamn mot samhället.
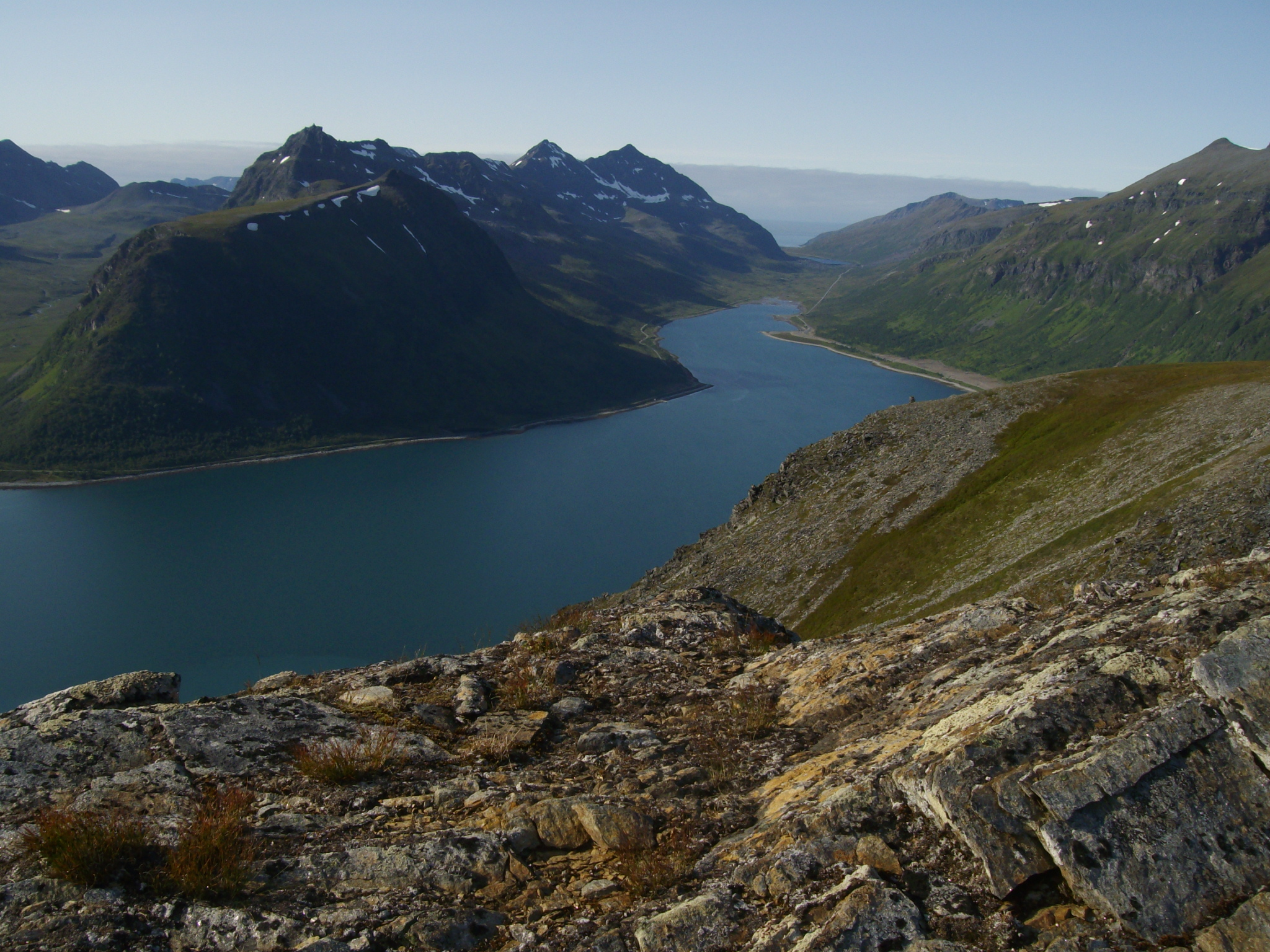
Langfjorden på ön Arnøya.
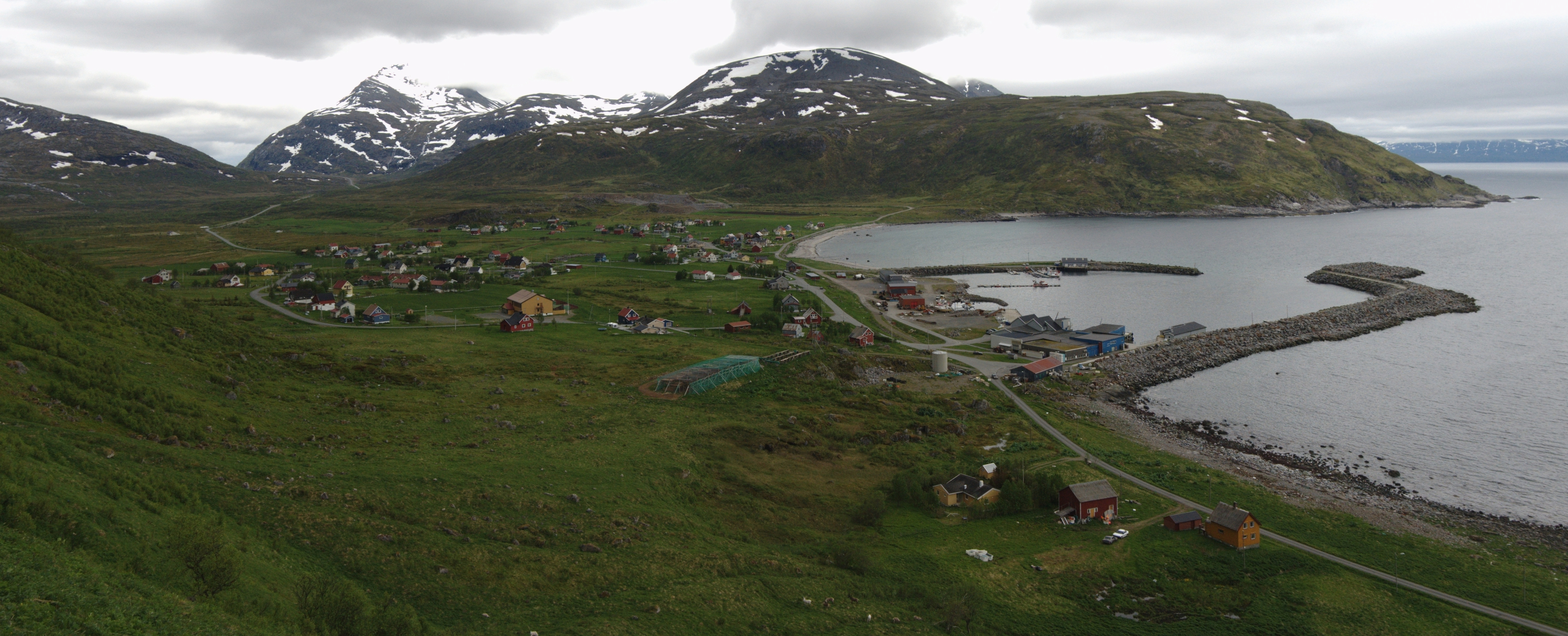
Årviksand.
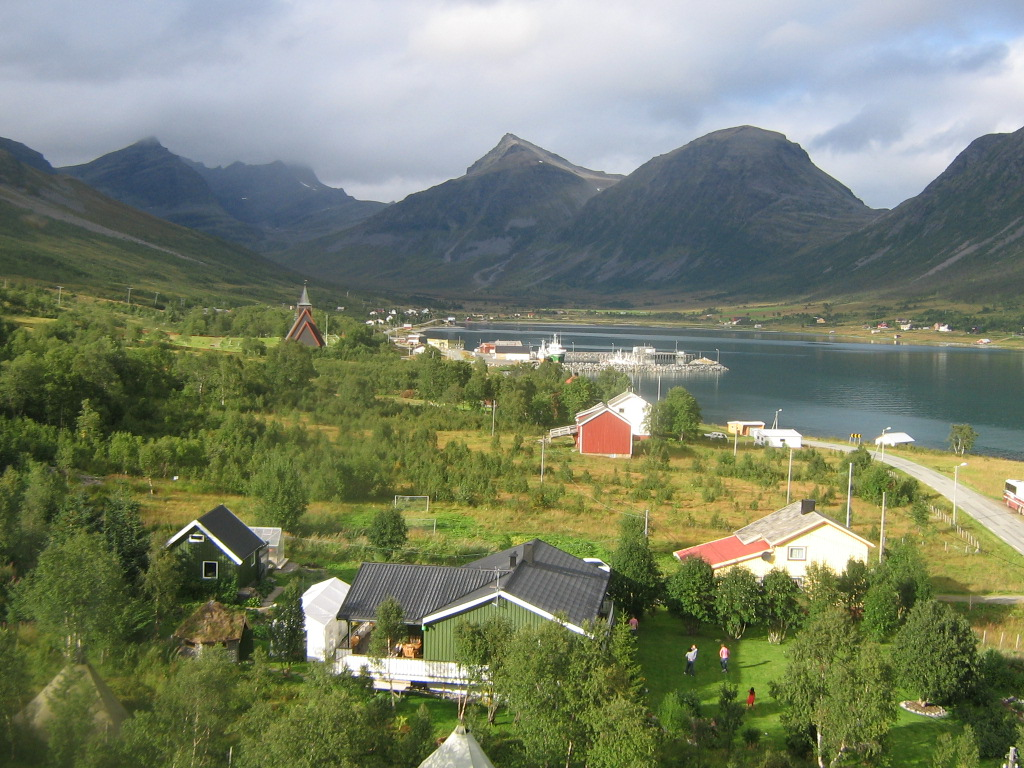
Arnøyhamn.